# (73914) 1997 GN40
(73914) 1997 GN40 – planetoida z pasa głównego asteroid okrążająca Słońce w ciągu 3,71 lat w średniej odległości 2,39 j.a. Odkryta 7 kwietnia 1997 roku.